# Гувер (тюлень)
Гувер (1971? — 25 июля, 1985) — самец обыкновенного тюленя из аквариума «Нью-Ингланд» (Бостон, США), обученный имитировать человеческую речь, первое в мире говорящее млекопитающее, не являющееся человеком.
Тюлень встречал посетителей словами: «Как поживаешь?». Словарный запас животного был ограничен, однако слова тюлень произносил очень отчетливо и басом, а если хорошо себя чувствовал, просил приблизиться к нему и назвать своё имя. Также мог окрикнуть посетителей грубым «Смывайся отсюда!». Исследователи установили, что он говорит лучше попугаев. При этом пики «разговорчивости» были отмечены у Гувера в период спаривания: это позволяет предположить, что собственное умение он использовал в «рекламных» целях (, стр. 193).
Попытки подражать человеческой речи были обнаружены у Гувера на седьмом году жизни и достигли совершенства на десятом.
Ни один из шести детей Гувера так и не научился говорить, однако его внук Чаки подаёт надежды в обучении подражанию речи, которое всё ещё продолжается.